# Кристиан Улрих I (Вюртемберг-Оелс)
Кристиан Улрих I, Христиан Улрих I фон Вюртемберг-Бернщат (на немски: Christian Ulric I von Württemberg-Bernstadt; * 19 април 1652, дворец Оелс в Олешница, Силезия; † 5 април 1704, Оелс) от Дом Вюртемберг (Линия Вайлтинген), е херцог на Вюртемберг-Бернщат (1669 – 1697), херцог на Вюртемберг-Оелс (1697 – 1704), херцог на Вюртемберг-Юлиусбург (1697 – 1704) и херцог на Вюртемберг-Вилхелминенорт (1697 – 1704).

## Живот
Той е третият син на херцог Силвиус I Нимрод фон Вюртемберг-Оелс (1622 – 1664) и съпругата му Елизабет Мария фон Мюнстерберг-Оелс (1625 – 1686) от род Подебради, единствената дъщеря на херцог Карл Фридрих I и херцогиня Анна София фон Саксония-Алтенбург. Брат е на Карл Фердинанд (1650 – 1669), херцог на Вюртемберг-Оелс, Силвиус II Фридрих (1651 – 1697), херцог на Вюртемберг-Оелс, и на Юлиус Зигмунд (1653 – 1684), херцог на Вюртемберг-Юлиусбург.
След смъртта на баща му през 1664 г. майка му води регентството до 1673 г. в Херцогство Оелс за четиримата си сина. Най-големият му брат Карл Фердинанд, херцог на Вюртемберг-Оелс, умира през 1669 г. През 1672 г. братята поемат управлението и разделят страната по нареждане на майка им. Силвиус II Фридрих получава Оелс, Христиан Улрих I получава Вюртемберг-Бернщат, Юлиус Зигмунд получава Медзибор и Требниц.
От 1685 до 1692 г. той строи бароков дворец, който нарича дворец Сибиленорт на втората си съпруга Сибила Мария фон Саксония-Мерзебург. Той умира на 5 април 1704 г. на 51 години в дворец Оелс и е погребан в построената от него фамилна гробница.

## Фамилия
Първи брак: на 13 март 1672 г. в Бернщат с принцеса Анна Елизабет фон Анхалт-Бернбург (* 19 март 1647, Бернбург; † 3 септември 1680, Бернщат), дъщеря на княз Кристиан II фон Анхалт-Бернбург (1599 – 1656) и принцеса Елеонора София фон Шлезвиг-Холщайн-Зондербург (1603 – 1675). Те имат 7 деца:
- Луиза Елизабет (1673 – 1736), омъжена на 17 август 1688 г. в Бернщат за херцог Филип фон Саксония-Мерзебург-Лаухщет (1657 – 1690)
- Кристиан Улрих (1674 – 1674)
- Леополд Виктор (1675 – 1676)
- Фридерика (1676 – 1676)
- София Ангелика (1677 – 1700), омъжена на 23 април 1699 г. в Оелс за херцог Фридрих Хайнрих фон Саксония-Цайц (1668 – 1713)
- Елеанора Амона (1678 – 1679)
- Теодóсия (1680 – 1680)

Втори брак: на 27 октомври 1683 г. в Доберлуг-Кирххайн с принцеса Сибила Мария фон Саксония-Мерзебург (* 28 октомври 1667; † 19 октомври 1693), дъщеря на херцог Кристиан I фон Саксония-Мерзебург (1615 – 1691) и Кристиана фон Шлезвиг-Холщайн-Зондербург-Глюксбург (1634 – 1701). Те имат 7 деца:
- Кристина Мария (1685 – 1686)
- Кристиан Ердман (1686 – 1689)
- Елеонора Хедвиг (1687 – 1688)
- Улрика Ердмута (1689 – 1690)
- Карл Фридрих II (1690 – 1761), херцог на Вюртемберг-Оелс-Юлиусбург, женен на 21 април 1709 г. за принцеса Сибила Шарлота Юлиана фон Вюртемберг-Вайлтинген (1690 – 1735)
- Кристиан Улрих II (1691 – 1734), херцог на Вюртемберг-Вилхелминенорт, женен на 13 юли 1711 г. за графиня Филипина Шарлота фон Редерн цу Крапиц (1691 – 1758)
- Елизабет Сибила (1693 – 1694)

Трети брак: на 4 февруари 1695 г. в Хамбург с принцеса София Вилхелмина от Източна Фризия (* 17 октомври 1659; † 4 февруари 1698), дъщеря на княз Ено Лудвиг I (1632 – 1660) и графиня Юлиана София фон Барби-Мюлинген (1636 – 1677). Те имат една дъщеря:
- Августа Луиза (* 21 януари 1698, † 4 януари 1739), омъжена на 18 декември 1721 г. (развод 1732) за принц Георг Албрехт фон Саксония-Вайсенфелс (1695 – 1739)

Четвърти брак: на 6 декември 1700 г. в Гюстров с принцеса София фон Мекленбург-Гюстров (* 21 юни 1662; † 7 юни 1738), дъщеря на херцог Густав Адолф фон Мекленбург-Гюстров (1633 – 1695) и съпругата му Магдалена Сибила фон Шлезвиг-Холщайн-Готорп (1631 – 1719). Те нямат деца.